# پوکرنت
پوکرنت (به آلمانی: Pokrent) یک شهر در آلمان است که در نوردوست‌مکلنبورگ واقع شده‌است. پوکرنت ۷۳۱ نفر جمعیت دارد.